# 許丕典
許丕典（1898年8月29日—1962年10月24日），新北市中醫師公會創會理事長、財團法人.樹林區鎮南宮五年千歲原始祀奉者

## 生平
石龜瑤林30世渡台第7世，清光緒戊戌年（西元1898年）8月29日出生在今新北市新莊區西盛里許厝。
年輕時獲當時北部板橋仕伸-林本源家族賞識，前往宜蘭負責協助林家在當地的土地田租事宜，在這期間結識了其生命中另一位重要的女性簡陳參，在當時社會有童養媳的風氣，黃妲在此風氣下婚配許丕典，許丕典的母親為了讓許丕典與簡陳參疏遠，於是在其30歲時（民國16年）命令他去上海習醫。
當時是政經情勢動盪的年代，他隻身前往上海就讀『上海私立中醫專門學校』（上海中醫藥大學前身），並於民國20年考取由上海市衛生局核發的中醫執照，『上海中醫藥大學』畢業與『中醫執照』取得，許丕典醫師都算是台籍精英第一人。
日治時期，日本政府對台灣中醫發展設定了許多限制，以圖逐漸消滅中醫；許丕典自上海返台時，將『中醫執照』藏在皮箱中，並不敢張揚。自上海返台後到民國34年間，除了幫忙家中的農務，也在北台灣新莊、樹林、板橋行醫，因醫術高明，鄉親尊稱為「典仙、典伯」。
日治末期（昭和20年），因從事米的生意（跋米筊），被日本官廳以「違反經濟」的罪名，拘禁於牢中。在獄中的許丕典意志消沉起了輕生的念頭，想咬舌頭自盡，一咬舌頭人就昏了過去，昏睡中有位神明『五年千歲』來解救他，要他不要想不開，並帶他四處遊歷，因此，每當有自殺的念頭，就會夢見『五年千歲』。於同年八月十五日，日本戰敗宣布投降，被釋放。
中華民國接管臺灣後，許丕典才以在上海取得的中醫師執照在樹林老街設立『元和中醫診所』正式執業，由於有完整的歷練及行醫經驗，很快地成為中醫界的精英，許多來自各地有興趣於中醫學習的年輕人，都會來樹林老街的診所跟著他學習。
當時國民政府的軍中將領知道有這位醫術高明的中醫師，常有黑頭車來家中載他去幫將軍治病；到了民國36年228事件爆發，許丕典的兒子因故被捕，於是他奔走請求地方頭人協助，他的兒子才得被釋放。
『元和中醫診所』在老街開業，名聲日盛，家中經濟狀況穩定，想起他的救命恩人，於是開始四處尋找恩公『五年千歲公』，經由常往來南部褒忠、土庫一帶的在地人士介紹，他專程南下雲林縣褒忠鄉馬鳴山『鎮安宮』參拜，看到廟宇的建築，似乎是又不大像，於是請教廟方，廟方說，本廟不久前才移過來，這裡是新廟，舊廟還在，於是帶領許丕典等人去參拜舊廟，一看到舊廟的建築及周遭環境與夢境中一模一樣。
民國39年，他與中醫界精英創立『台北縣中醫師公會』，並擔任第1至3屆理事長，致力會務推動長達7年。
民國47年2月9日，召集樹林地方鄉親善信36名搭乘遊覽車到馬鳴山『鎮安宮』進香參拜，在參拜期間，因為感於路途遙遠，有人提議叩謝一尊『五年千歲』回樹林奉祀，經擲筊杯獲得接連十幾個聖杯，當天晚上就叩請『盧千歲』回樹林，因為是臨時決定的事，回樹林後暫時奉祀在『樹德宮』，之後，住家大約經過一個多月的整修，才將『盧千歲』迎回住家奉祀供人參拜。
經過一、二年，才有『五年千歲公』的祀典活動，而來參拜請示神明的信眾日益增多，市場老街的祀奉空間已明顯不足；有一天，『五年千歲公』諭示建廟安身，於是請神明上轎指引廟地，神明起駕來到一處韭菜園，神轎在韭菜園裡遶行一陣子，才「釘分金」，確立神明安座的位置及座向，之後大夥才回去睡覺；隔天早上許丕典等人回到韭菜園要向農夫談賠償的事宜時，結果，韭菜園完好如初，神紀靈異，民眾信仰益堅，建廟一事更加殷切，便請建築師來看建廟所須的用地大小，接著與地主談購地事宜，地主感於『五年千歲公』建廟需求，僅保留地主父親留下來屋子，其餘的地以很低的價錢讓給『五年千歲公』，『鎮南宮』就在一邊籌款一邊建廟中建造完成，初期以木造鐵皮小祠暫奉，『五年千歲公』仍在市場老街處供信眾敬拜，待主殿完成『五年千歲公』入座後，『鎮南宮』其餘廟宇結構又陸續進行。
『鎮南宮』興建期間，許丕典於民國51年10月24日（西元1962年）在台大醫院過世，享年64歲。